# دانييل وولف
دانييل وولف (بالألمانية: Daniel Wolf) (4 مايو 1985 فيينا النمسا - ) هو لاعب كرة قدم نمساوي، يلعب كلاعب وسط.

## مسيرته

### مسيرته مع المنتخبات الوطنية
- 2004 - 2004 لعب مع منتخب النمسا تحت 21 سنة لكرة القدم مباراتين.
- 2006 - 2007 لعب مع منتخب النمسا تحت 21 سنة لكرة القدم 8 مباريات.

### مسيرته مع الأندية
- 2002 - 2006 لعب مع أدميرا فاكر مودلينغ 32 مباراة سجل خلالها هدف.
- 2004 - 2004 لعب مع لاسك لينتس 3 مباريات.
- 2006 - 2007 لعب مع نادي بيستويسي 26 مباراة سجل خلالها هدفين.
- 2007 - 2011 لعب مع نادي بياتشينزا 47 مباراة.
- 2011 - 2013 لعب مع 1. Wiener Neustädter SC [الإنجليزية]‏ 49 مباراة.
- 2013 - 2014 لعب مع نادي هارتبيرغ 13 مباراة سجل خلالها هدفين.
- 2014 - 2014 لعب مع نادي هارتبيرغ 13 مباراة سجل خلالها هدفين.
- 2014 - 2015 لعب مع SC Austria Lustenau [الإنجليزية]‏ 23 مباراة.

## وصلات خارجية
دانييل وولف على موقع قاعدة بيانات كرة القدم.إي يو (الإنجليزية)
- دانييل وولف على موقع عالم كرة القدم.نت (الإنجليزية)